# Oskar Schröder
Oskar Schröder, född den 6 februari 1891 i Hannover, död den 26 januari 1959 i München, var en tysk läkare. Under andra världskriget verkade han som läkare inom Luftwaffe.
Den tyske läkaren Konrad Schäfer utvecklade under andra världskriget en metod för avsaltning av havsvatten. Tillsammans med Schäfer företog Schröder experiment på lägerfångar i Dachau för att utröna om havsvattnet kunde göras drickbart för människor.
Efter andra världskriget åtalades Schröder vid Läkarrättegången och dömdes till livstids fängelse för krigsförbrytelser och brott mot mänskligheten. Straffet omvandlades år 1951 till 15 års fängelse, men han släpptes redan år 1954. 
Efter frigivningen var Schröder verksam vid USA:s flygvapen.